# واترویل (مینه‌سوتا)
واترویل، مینه‌سوتا (به انگلیسی: Waterville, Minnesota) یک شهر در ایالات متحده آمریکا است که در شهرستان لو سوئور، مینه‌سوتا واقع شده‌است.

## خصوصیات
واترویل ۶٫۰۶ کیلومترمربع مساحت و ۱٬۸۶۸ نفر جمعیت دارد و ۳۰۹ متر بالاتر از سطح دریا واقع شده‌است.